# アレックス・F・オズボーン
アレックス・ファイクニー・オズボーン (Alex Faickney Osborn、1888年3月24日 - 1966年3月5日) は、アメリカ合衆国の実業家、著作家。会議方式の一つであるブレインストーミングの名付け親でもある。ニューヨーク・ブロンクス出身。

## BBDO
1919年、オズボーンはブルース・フェアチャイルド・バートン、ロイ・サーレス・ダースティンとともにBDO広告代理店を設立した。オズボーンはBDOのバッファロー支店のマネージャーを務めた。1928年、BDO（バートン、ダースティン、オズボーン）とジョージ・バッテン社が合併してBBDOが設立されたときも、オズボーンが大きな役割を果たした。
世界大恐慌を乗り越え、長年成功を収めてきたBBDOは、1938年に危機に見舞われ、多くの顧客と重要な人材を失った。オズボーンはニューヨークに通い、最終的にグッドリッチ・タイヤのアカウントを確保して会社を救った。1939年、ダースティンが辞任した後、彼はBBDOの執行副社長に就任した。オズボーンは、後にBBDOの社長となるベン・ダフィーをはじめとする多くの優秀な社員の採用に大きく貢献した。

## 作家としての活動
オズボーンは作家としての活動も活発になり、創造的思考に関するいくつかの本を出版した。1942年に出版した『How To Think Up』では、BBDOで使われていた「ブレインストーミング」という手法を紹介している。やがて、オズボーンは執筆活動が広告の仕事を上回り、1960年、40年以上の歳月を経てBBDOの取締役を辞任した。
1954年、オズボーンは、著書の印税で運営されるクリエイティブ教育財団を設立した。オズボーンは、シドニー・パーネスと共同で「オズボーン・パーネス・クリエイティブ・プロブレム・ソルビング・プロセス」（通称CPS）を開発し、世界で最も長い歴史を持つ創造性に関する国際会議であるクリエイティブ・エデュケーション・ファウンデーションの「クリエイティブ・プロブレム・ソルビング・インスティテュート」を共同で設立した。

## 著書
- A Short Course in Advertising, London, New York: Sir I. Pitman & Son, 1921. OCLC 562025307
- How to "Think Up".	New York, London: McGraw-Hill Book Co., 1942. OCLC 562025301
- Your Creative Power, Scribner, 1948.  OCLC 607142384
- Wake Up Your Mind: 101 ways to develop creativeness., New York, London: Charles Scribner's Sons, 1952. OCLC 562025321
  - Translated into Japanese by Kazuo Kuwana 想像の翼をのばせ : 創造力をきたえる101の方法 Tōkyō : Jitsumu Kyōiku Shuppan, 1968 OCLC 673718577
- Applied Imagination: Principles and Procedures of Creative Problem Solving New York: Charles Scribner's Sons, 1953.  OCLC 641122686 [1]
  - Revised edition, New York, Scribner, 1957 OCLC 1381383
  - 3rd ed. New York C. Scribner 1963 OCLC 757425639
  - French translation by Georges Rona and Pierre Dupont, L'Imagination constructive. Principes et processus de la Pensée créative et du Brainstorming, Paris, Dunod, 1959.
  - Chinese translation by Ikkō Shō, 応用想像力 Taipei : Kyōshi Kōgyō Sōsho Shuppan Kofun Yūgen Kōshi, 1965 OCLC 673537763

Osborn also contributed frequently to trade publications such as Printer's Ink.

## 私生活
1916年9月15日、バッファローの裕福な弁護士の娘であるヘレン・コートワースと結婚した。二人の間には5人の子供がいた。キャサリン、ジョアン、マリオン、ラッセル、エリナーの5人である。アレックス・F. クリエイティブ・シンキング」や「ブレインストーミング」という言葉を世に広めた全米で有名な広告会社の経営者であるオズボーンが、1966年4月1日から入院していたロズウェルパーク記念研究所で、がんのために亡くなった（1966年5月5日）。享年77歳であった。火葬され、遺灰はForest Lawn Cemetery (Buffalo-NY)のニッチに納められている。

## Webソース
Bruce Fairchild Barton, Roy Sarles Durstine, and Alex Faickney Osborn, Joan Vidal, João Lins.